# Georgius Agricola

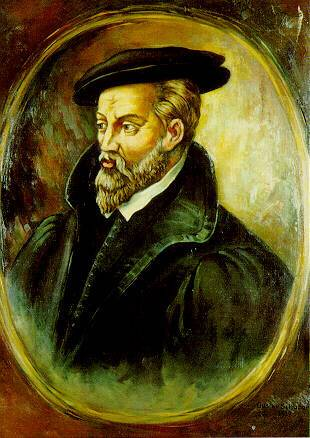
Georgius Agricola, Gemälde von Gustav Schubert (1927)

Georg Agricola oder Georgius Agricola, latinisiert aus Georg Pawer, über Bauer (* 24. März 1494 in Glauchau; † 21. November 1555 in Chemnitz), war ein deutscher Arzt, Apotheker und Wissenschaftler, der als „Vater der Mineralogie“ und als Begründer der modernen Geologie und Bergbaukunde gilt. Als herausragender Renaissance-Gelehrter und Humanist zeichnete er sich außerdem durch besondere Leistungen in Pädagogik, Medizin, Metrologie, Philosophie und Geschichte aus.

## Biografie

### Jugendjahre und Studium
Georg Bauer wurde 1494 als zweites von sieben Kindern eines Tuchmachers und Färbers in Glauchau geboren. Dort erhielt er seinen ersten Unterricht, so dass er im Alter von zwölf Jahren nach Chemnitz in die Lateinschule gehen konnte. Er tauchte zwar kurz in Magdeburg auf, aber sicher ist erst wieder seine Immatrikulation an der Universität Leipzig. Dort studierte er von 1514 bis 1518 alte Sprachen (vor allem Latein und Griechisch) bei Petrus Mosellanus (1493–1524), einem Anhänger des Erasmus von Rotterdam, der ihn anschließend in Zwickau empfahl. So wurde Bauer (latinisiert Agricola) dort zuerst Konrektor (1518), dann als Nachfolger seines Freundes Stephan Roth, den es nach Joachimsthal zog, Rektor der Zwickauer Ratsschule (1519) und schuf einen neuen Schultyp mit Latein-, Griechisch- und Hebräisch-Unterricht in Kombination mit Gewerbekunde: Ackerbau, Weinbau, Bau- und Messwesen, Rechnen, Arzneimittelkunde und Militärwesen. Seine erste Publikation, eine Grammatik der lateinischen Sprache (Libellus de prima ac simplici institutione grammatica), erschien 1520 in Leipzig.

### Aufenthalt in Italien
Nachdem Agricola 1522 erneut in Leipzig studiert hatte, diesmal Medizin, Physik und Chemie sowie zusätzlich geisteswissenschaftliche Fächer, ging er 1523 an die Universitäten von Bologna und Padua. 1524 begab er sich nach Venedig, um im Verlag Aldus Manutius die Galen-Ausgabe zu bearbeiten. 1526 kehrte er nach Chemnitz zurück.

### Zurück in Deutschland

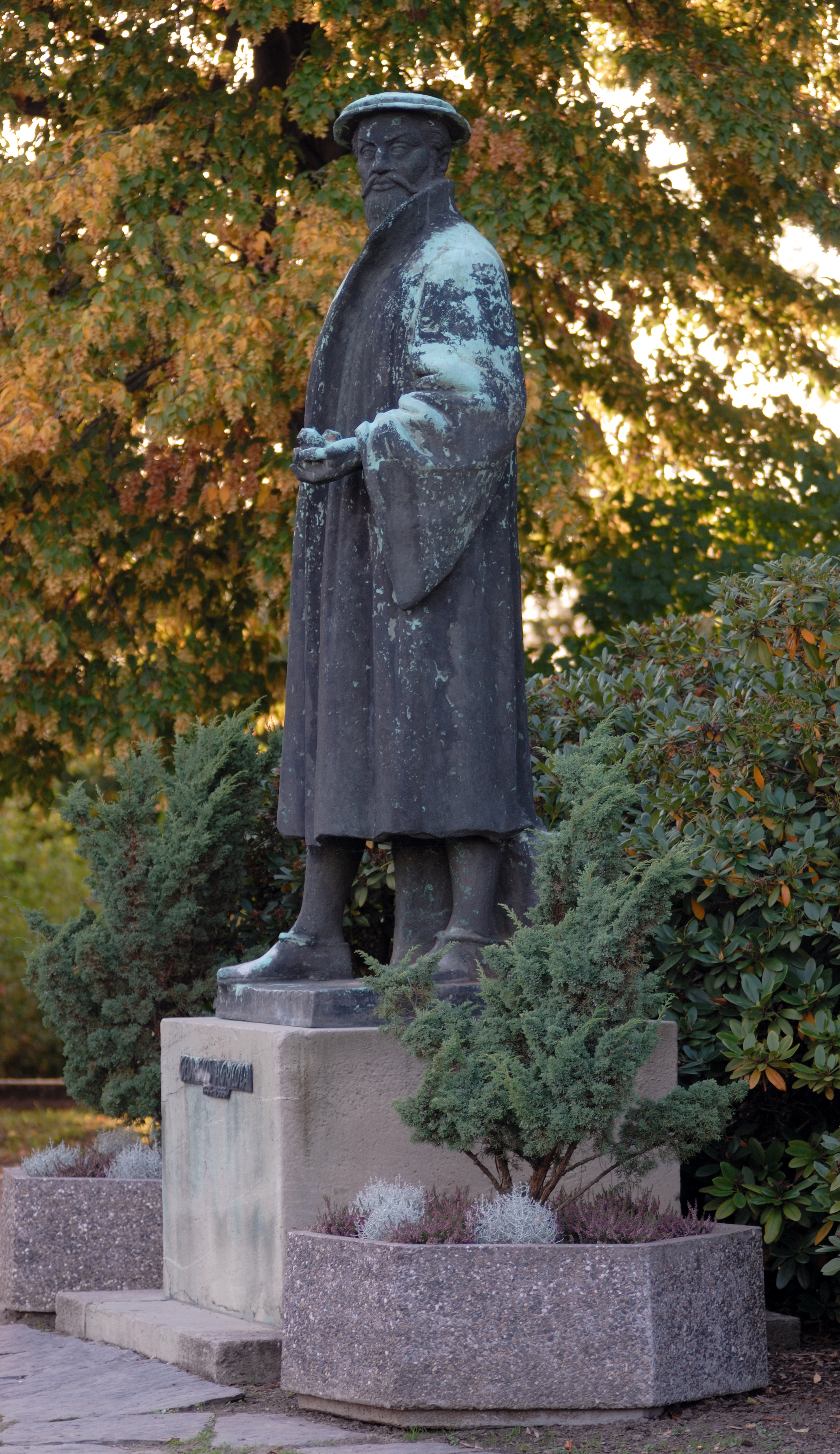
Denkmal in Agricolas Geburtsstadt Glauchau

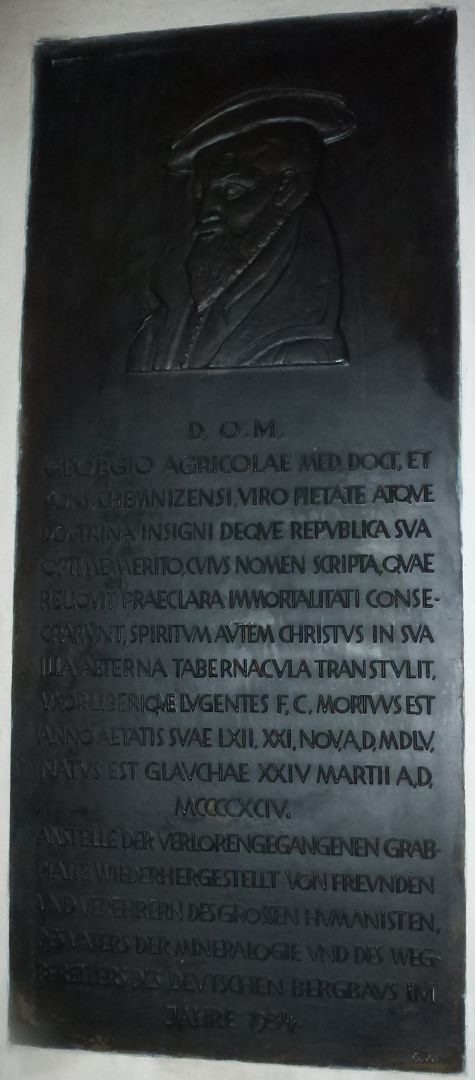
Ersatz der Grabplatte für Agricola im Zeitzer Dom

Im Jahre 1527 heiratete Agricola die Witwe Anna Meyner aus Chemnitz und ließ sich nun als Arzt und Apotheker in St. Joachimsthal (heute: Jáchymov) nieder, wahrscheinlich auf Vermittlung des dort ansässigen und nach Erfurt zurückwechselnden Georg Sturtz. 1531 wurde er Stadtarzt in Chemnitz, dort hatte er viermal das Bürgermeisteramt inne (1546, 1547, 1551 und 1553). Zudem war er im Staatsdienst als sächsischer Hofhistoriograph beschäftigt. Als Universalgelehrter forschte Agricola im Bereich der Medizin, Pharmazie, Alchemie, Philologie und Pädagogik, Politik und Geschichte, Metrologie, Geowissenschaften und Bergbau. Agricola verband humanistische Gelehrsamkeit mit technischen Kenntnissen.
So entstand sein Erstlingswerk Bermannus, sive de re metallica (1530), in dem er Verfahren zur Erzsuche und -verarbeitung sowie Metallgewinnung ebenso beschreibt wie die Fortschritte der Bergbautechnik, das Markscheidewesen, den Transport, die Aufbereitung und die Verarbeitung der Erze. In De Mensuris et ponderibus von 1533 beschreibt er die griechischen und römischen Maße und Gewichte – seinerzeit gab es keine einheitlichen Maße, was den Handel erheblich behinderte. Dieses Werk legte den Grundstein für Agricolas Ruf als humanistischer Gelehrter.
Mit mehreren Werken begründete Agricola die Geowissenschaften: So beschreibt er die Entstehung der Stoffe im Erdinneren in De ortu et causis subterraneorum von 1544, die Natur der aus dem Erdinneren hervorquellenden Dinge in seinem Werk De natura eorum, quae effluunt ex terra von 1545, Mineralien in De natura fossilium sowie die Erzlagerstätten und den Erzbergbau in alter und neuer Zeit (De veteribus et novis metallis). Auch der Meurer-Brief (Epistula ad Meurerum) von 1546 gehört zu diesen Werken.
Agricola war zweimal verheiratet und hatte (mindestens) sechs Kinder. Seine erste Frau starb 1540. Zwei Jahre später heiratete er im Alter von 48 Jahren die 30 Jahre jüngere Tochter Anna von Ulrich Schütz d. J., dem ehemaligen Besitzer der Saigerhütte Chemnitz. Dadurch heiratete er in die damals reichste Chemnitzer Familie ein.
Am 21. November 1555, im Alter von 61 Jahren, starb er in Chemnitz. Nach der Reformation in Sachsen verweigerte die Stadt dem katholischen Agricola die Beerdigung auf Chemnitzer Flur. Auf Initiative seines Freundes, des Gelehrten und Bischofs Julius Pflugk von Zeitz, wurde er daraufhin in der Schlosskirche von Zeitz begraben.

## De natura fossilium libri X
Gegründet auf viele eigene Untersuchungen fasste Agricola in den zehn Büchern von De natura fossilium (1546) das mineralogische und geologische Wissen seiner Zeit zusammen. Unter Fossilien verstand man damals nicht nur versteinerte Lebewesen, sondern auch Steine und Mineralien. Das Werk gilt als erstes umfassendes Lehrbuch bzw. Handbuch der Mineralogie, welches sich eines systematischen wissenschaftlichen Ansatzes bediente. Darin werden Vorkommen, Gewinnung, Eigenschaften und Verwendung von Mineralien beschrieben. Vor allem klassifizierte Agricola die Mineralien anhand ihrer physikalischen Eigenschaften wie Form, Farbe, Transparenz, Glanz und Gewicht (Dichte).
Im ersten Buch werden allgemeine Mineraleigenschaften behandelt, im zweiten Erden, gefolgt von Büchern über „magere“ und „fette“ Salze (Bitumen). Im fünften bis siebten Buch werden unter anderem Edelsteine beschrieben, im achten und neunten Buch metallische Schlacken. Das zehnte Buch schließlich befasst sich mit mineralischen Gemischen.
Im siebten Buch wurde von ihm auch der Gesteinsbegriff Basalt geprägt und das Vulkanitvorkommen bei Stolpen aufgeführt.

## Hauptwerk – De re metallica libri XII

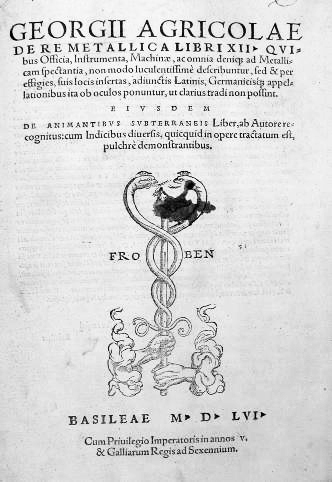
Titelblatt von De re metallica libri XII

Durch zahlreiche Reisen in Bergbaureviere des sächsisch-böhmischen Erzgebirges gewann Agricola einen Überblick über die gesamte Technik des Bergbaus und Hüttenwesens zu seiner Zeit. Das Ergebnis ist sein ein Jahr nach seinem Tod in lateinischer Sprache in Basel 1556 erschienenes Hauptwerk De re metallica libri XII. Es handelt sich um die erste systematische technologische Untersuchung des Berg- und Hüttenwesens und blieb zwei Jahrhunderte lang das maßgebliche Werk zu diesem Thema. Später wurde es in zahlreiche andere Sprachen übersetzt. Philippus Bechius (1521–1560), ein Freund Agricolas und Professor an der Universität Basel, übertrug die Schrift ins Deutsche und veröffentlichte sie 1557 unter dem Titel Vom Bergkwerck XII Bücher.
Mit dieser Arbeit brach Agricola als einer der ersten mit der alten, vor allem in den Zünften praktizierten Tradition, nach der alle wesentlichen Aspekte des für ein Handwerk notwendigen Wissens nur mündlich weitergegeben wurden. Er gilt daher auch als einer der ersten technischen Schriftsteller.
Der erste Band stellt eine zeitgemäße Apologie dar und vergleicht den Bergbau mit anderen Gewerben, beispielsweise der Landwirtschaft oder dem Handel. Im zweiten Band werden die Erschließungsbedingungen erörtert, also geographische Beschaffenheit, Wasserhaltung, Wege, Bodenbesitz und Landesherrschaft; im dritten Band das Markscheidewesen. Der vierte Band äußert sich zur Verteilung der Grubenfelder und den Pflichten des Bergbeamten. Im fünften Band werden die verschiedenen Schachtarten und ihr Ausbau beschrieben, zudem der Gangbau und das Vermessen unter Tage. Die mathematischen Aussagen dieses Bands enthalten mehrere Fehler, siehe Anmerkungen Nr. 35 und 37 der Ausgabe von 1961. Der sechste ist der umfangreichste Band und behandelt die Geräte und Maschinen des Bergbaus. Das Probieren der Erze findet sich im siebten Band, ihr Aufbereitungsprozess im achten Band. Das Schmelzen und die Verfahren zur Metallgewinnung inklusive einer Anleitung zum Schmelzofenbau finden sich im neunten Band. In den Bänden zehn, elf und zwölf geht es dann noch um das Scheiden von Edelmetallen, das Gewinnen von Salzen, Schwefel und Bitumen sowie um Glas.
Im Gesamtwerk stehen ausschließlich objektive Eigenschaften zur Diskussion, alle Überlieferungen und alchemistische Aussagen werden auf ihren Wahrheitsgehalt untersucht. Mangels einheitlicher Maße nimmt Agricola Bezug auf bekannte Angaben: „Bei kleinen, mittleren oder groben Zinnerzstücken braucht der erfahrene Schmelzer … wenn er die ersten verschmilzt, nur langsam Feuer, wenn die zweiten, mittleres, wenn die dritten, scharfes; jedoch viel weniger scharfes, als wenn er Gold-, Silber- oder Kupfererz verschmilzt.“ oder „… man habe noch so lange zu erhitzen als einer braucht fünfzehn Schritte zu gehen.“ Die Beschreibungen der Minerale bauen auf den Werken von Avicenna und Albertus Magnus auf.
Agricola beschreibt sehr detailliert und durch viele Abbildungen illustriert die Werkzeuge der Metallgewinnung, aber immer nur sehr ungenau und lückenhaft den Prozess der Verhüttung.
Dieses Buch der Metallkunde war auch Francis Bacon bekannt, der daraus wichtige Anregungen entnahm. Es enthält neben einer modernen Theorie der Entstehung von Erzgängen auch Abschnitte über Kobolde und Drachen in den Gruben, die Agricola „Lebewesen unter Tage“ (De animantibus subterraneis) nannte.
Aus heutiger Sicht interessant sind Agricolas Beschreibungen von Umweltschäden durch Bergbau und Hüttenwesen. Auf den Abbildungen im dritten Buch sieht man deutlich, dass die Umgebung der Gruben und Schmelzöfen verwüstet war und nur noch Baumreste vorhanden waren. Im neunten Buch wird die Gefahr der Quecksilbergewinnung für die Hüttenarbeiter beschrieben: wenn sie im Wind stehen, fallen ihnen die Zähne aus.

## Postume Ehrungen
1926 gründeten Oskar von Miller, Schöpfer des Deutschen Museums, und Conrad Matschoß, Direktor des Vereins Deutscher Ingenieure und Nestor der deutschen Technikgeschichtsschreibung, die Georg-Agricola-Gesellschaft beim Deutschen Museum. Erstes Ziel der Gesellschaft war die Herausgabe der ersten modernen deutschen Ausgabe von Agricolas Hauptwerk.
1960 konstituierte sich beim Verein Deutscher Ingenieure – unter maßgeblicher Beteiligung des Deutschen Verbandes Technisch-Wissenschaftlicher Vereine e. V. und der Montanindustrie – die „Georg-Agricola-Gesellschaft zur Förderung der Geschichte der Naturwissenschaften und der Technik e. V.“
1961 benannte sich das Saalfelder Krankenhaus (heute Thüringen-Kliniken) „Georgius Agricola“.
Die Universitätsbibliothek der TU Bergakademie Freiberg wurde 1980 nach Georg Agricola benannt. In Freiberg gibt es darüber hinaus eine Agricolastraße. Seit dem Jahr 1995 trägt die Fachhochschule Bergbau in Bochum den Namen Technische Hochschule Georg Agricola. Auch eine Straße in Zeitz ist nach ihm benannt, bis Ende März 2020 auch das kommunale Klinikum (jetzt SRH Klinikum Zeitz). Eine Studentenverbindung mit Sitz in Aachen und Clausthal-Zellerfeld gab sich 1948 den Namen Akademischer Verein Agricola Schlägel und Eisen und änderte ihn später in Agricola Akademischer Verein. Die Westsächsische Hochschule Zwickau besitzt einen Georgius-Agricola-Bau. In Glauchau und Chemnitz sowie in Hohenmölsen (Sachsen-Anhalt) gibt es Georgius-Agricola-Gymnasien. In Berlin, Chemnitz, Clausthal-Zellerfeld, Glauchau, Schneeberg und Zwickau sind Straßen sowie die Glauchauer Stadtbibliothek nach ihm benannt.
Der Asteroid des inneren Hauptgürtels (3212) Agricola ist nach ihm benannt.
Nachdem sich das 1873 von August Frenzel als Agricolit benannte Mineral als identisch mit Eulytin erwiesen hatte, beschrieben Roman Skála, Petr Ondruš, František Veselovský, Ivana Císařová und Jan Hloušek im Jahre 2011 ein erstmals im Giftkies-Stollen in Jáchymov, Tschechien, gefundenes Kalium-Uranyl-Carbonat zu Ehren des Vaters der Mineralogie als Agricolait.

## Schriften
- Bermannus sive de re metallica, Basel 1530 (Digitalisat) und Paris 1541 (mit einem Vorwort von Erasmus)
- De bello adversus Turcas, Nürnberg 1531, deutsch (Digitalisat/PDF)
  - Ausgabe Basel 1538, lateinisch (Digitalisat/PDF)
  - Ausgabe Leipzig 1594, lateinisch (Digitalisat/Transkript)
- De mensuris et ponderibus libri V, Paris 1533
  - Ausgabe Basel 1533 (Digitalisat)
- De ortu et causis subterraneorum libri V, Basel 1546 und 1558
- De natura eorum, quae effluunt ex terra, Basel 1546 (Nachdruck: SNM, Bratislava 1996, ISBN 80-85753-91-X)
- De veteribus et novis metallis libri II, Basel 1546
- De natura fossilium libri X, Basel 1546
- De animantibus subterraneis liber, Basel 1549; Nachdruck: VDI-Verlag, Düsseldorf 1978, ISBN 3-18-400400-7; Digitalisat.
- De mensuris quibus intervalla metimur liber, 1550
- De precio metallorum et monetis liber III, 1550
- De peste libri tres Basel 1554 (Digitalisat)
- De re metallica libri XII, Basel 1556 (Digitalisate der ETH-Bibliothek Zürich)
  - Vom Bergkwerck 12 Bücher (ins Deutsche übersetzt durch den Basler Arzt und Professor Philippus Bechius/Philipp Beck), Basel 1557 (Faksimile-Druck mit Kommentarband von Hans Prescher, VCH Verlagsgesellschaft, Weinheim 1985, ISBN 3-527-17535-0; andere Ausgabe: Verlag Glückauf, Essen 1985 mit begleitendem Text von Wilhelm Treue, ISBN 3-7739-0463-0). Digitalisat der Universität Innsbruck
  - Berckwerck Buch (deutsche Übersetzung, gewidmet Joachim Strüppe), Frankfurt am Main (Sigmund Feyerabend) 1580 (Digitalisat)

## Ausgaben und Übersetzungen
- Hans Prescher (Hrsg.): Ausgewählte Werke. I–X und zwei Ergänzungsbände. Deutscher Verlag der Wissenschaften, Berlin 1955–1997.
- De natura fossilium libri X, englische Übersetzung von Mark Chance Bandy 1955 (Nachdruck: Dover Publ., Mineola, N.Y. 2004, ISBN 0-486-49591-4; Digitalisat).
- Zwölf Bücher vom Berg- und Hüttenwesen. Deutsche Übersetzung von Carl Schiffner zusammen mit Ernst Darmstaedter u. a., München 1928 (; Faksimile-Druck der 3. Auflage von 1953, VDI-Verlag, Düsseldorf 1961 und (deklariert als 4. Auflage.) 1978, ISBN 3-18-400400-7). Digitalisat der Universität Innsbruck